# TOSHI with T-EARTH
TOSHI with T-EARTH（トシ ウィズ ティーアース）は、日本のロックバンド。2008年6月11日結成。コンセプトは“ECO HARD ROCK”。プロデューサーはMASAYA。2010年1月18日、ToshlがMASAYAとの決別を宣言し、バンドは自然解散となった。

## メンバー

### 解散時のメンバー
- TOSHI（トシ）ボーカル。X JAPAN。
- RIKU（リク）ドラムス。12歳。
- RYO（リョウ）ギター。18歳。
- KAIN（カイン）ベース。24歳。

### 過去に在籍したメンバー
発表順に列記。
- JUN（ジュン）ギター。元・Phantasmagoria。
- TOYA（トウヤ）ギター。しゃるろっと。しゃるろっと での表記は「十夜」。
- LEVIN（レビン）ドラムス。元・La'cryma Christi
- 真矢（シンヤ）ドラムス。LUNA SEA。
- RUCA（ルカ）ベース。しゃるろっと。しゃるろっと での表記は「琉華」。

## ディスコグラフィ

### アルバム
- EARTH SPIRIT（2008年8月8日）
- 遥かなる時をこえて（2008年11月26日）
- 本当の愛（2009年8月13日）
- TRUTH（2009年8月13日）

### DVD
- 2008 2DAY FINAL LIVE in TOKYO（2009年2月25日）- 2008年12月16・17日、ディファ有明にて行なった2DAYSライブを収録。

## ライブ

### 単独公演
- 2008年8月12日-9月4日 :TOSHI with T-EARTH ZEPP TOUR 2008 SUMMER ～EARTH SPIRIT～　<<6都市8公演>>
- 2008年12月16,17日 :TOSHI with T-EARTH Christmas LIVE in TOKYO 2DAYS　<<DIFFER有明>>
- 2009年8月13日 :TOSHI SUMMER LIVE&CONCERT 2DAYS <<赤坂BLITZ>>
- 2009年9月11日 :TOSHI with T-EARTH AUTUMN LIVE in OSAKA <<なんばHatch>>

### イベント出演
- 2008年8月2日 :釜山ロック・フェスティバル（韓国）

## タイアップ
- FEEL YOUR LOVE：テレビ東京系「ドライブ A GO!GO!」エンディングテーマ